# John A. Rockwell
John Arnold Rockwell (* 27. August 1803 in Norwich, Connecticut; † 10. Februar 1861 in Washington, D.C.) war ein US-amerikanischer Politiker. Zwischen 1845 und 1849 vertrat er den dritten Wahlbezirk des Bundesstaates Connecticut im US-Repräsentantenhaus.

## Werdegang
John Rockwell besuchte die öffentlichen Schulen seiner Heimat und danach bis 1822 das Yale College. Nach einem Jurastudium und seiner Zulassung als Rechtsanwalt begann er in Norwich in seinem neuen Beruf zu praktizieren. Politisch war er Mitglied der Whig Party. Im Jahr 1839 wurde er in den Senat von Connecticut gewählt. Außerdem war er damals als Bezirksrichter tätig.
Bei den Kongresswahlen des Jahres 1844 wurde Rockwell im dritten Distrikt von Connecticut in das US-Repräsentantenhaus in Washington gewählt, wo er am 4. März 1845 die Nachfolge des Demokraten George S. Catlin antrat. Nach einer Wiederwahl im Jahr 1846 konnte Rockwell bis zum 3. März 1849 zwei Legislaturperioden im Kongress verbringen. Ab 1847 war er Vorsitzender des Committee on Claims. Während seiner Zeit im Kongress kam es zum Mexikanisch-Amerikanischen Krieg und der Eingliederung großer Gebiete im Westen und Südwesten der Vereinigten Staaten. Bei den Wahlen des Jahres 1848 unterlag Rockwell dem Demokraten Chauncey F. Cleveland.
Nach dem Ende seiner Zeit im US-Repräsentantenhaus arbeitete Rockwell als Rechtsanwalt in der Bundeshauptstadt Washington. Dort vertrat er seine Mandaten vor allem vor dem Bundesgericht für Ansprüche an die Bundesregierung (Court of Claims). Er blieb bis zu seinem Tod im Februar 1861 Anwalt in Washington und wurde in Norwich beigesetzt.